# Schistosoma
Schistosoma (Weinland, 1858) è un genere di platelminti della classe dei trematodi. Include numerose specie di parassiti, responsabili di parassitosi umane e animali. Nell'uomo sono l'agente eziologico della schistosomiasi.
L'adulto vive nei vasi sanguigni dei mammiferi, dove si riproduce sessualmente. Possono essere riconosciuti due sessi distinti che presentano dimorfismo sessuale, caso singolare tra i platelminti, i quali sono di norma ermafroditi. Le uova fuoriescono dall'organismo ospite tramite l'urina. Allo stadio larvale, detto miracidio, il parassita infetta un ospite intermedio rappresentato da un gasteropode acquatico. Al termine di una fase di riproduzione asessuata, le larve effettuano la metamorfosi ad un secondo stadio larvale, detto cercaria, ed emergono dall'ospite, uccidendolo. La cercaria vive allo stato libero nell'acqua ed è in grado di penetrare la cute sana dei mammiferi. Una volta trovato l'ospite definitivo il parassita passa alla forma adulta e ricomincia il ciclo.

## Galleria d'immagini

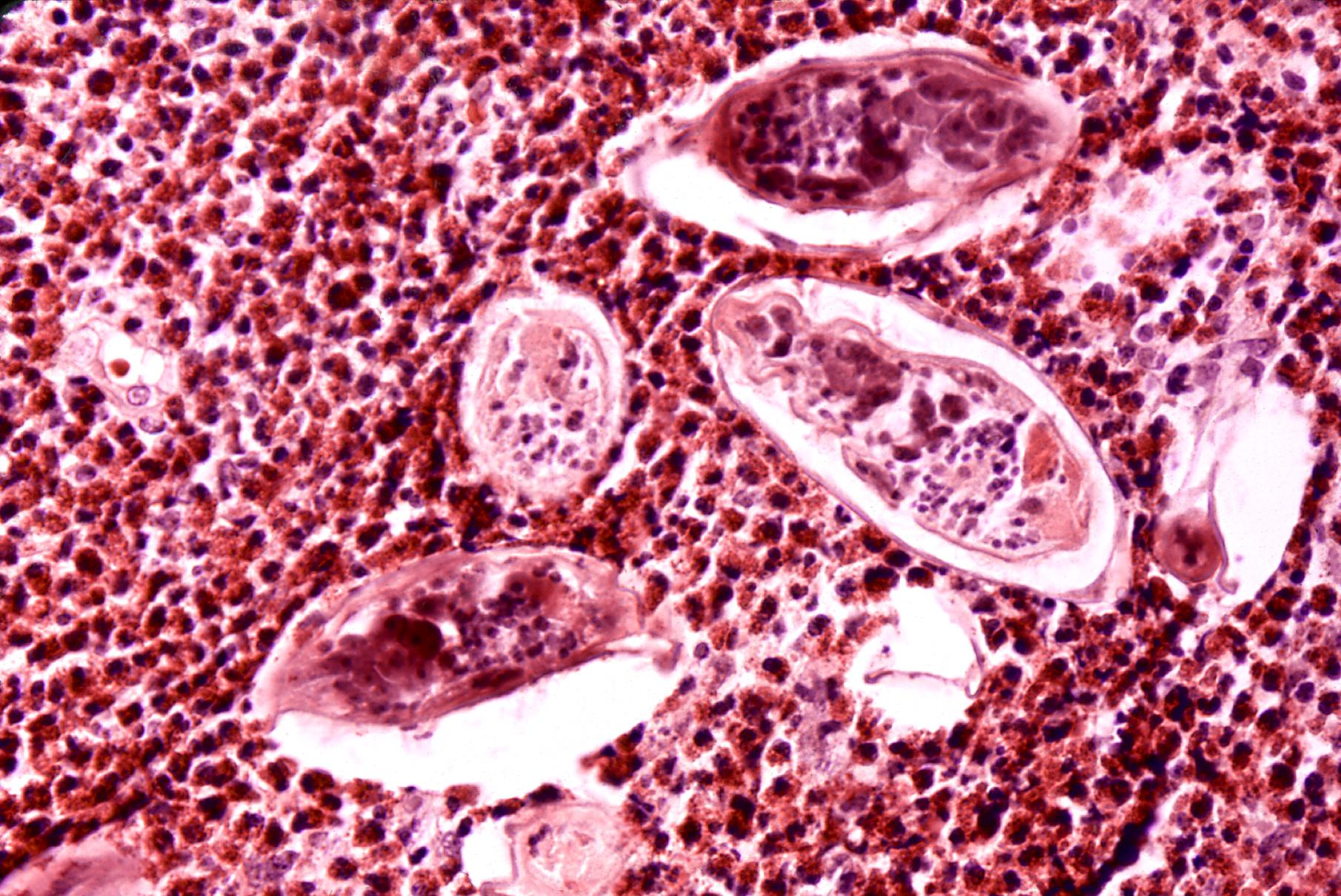
Preparato istologico di Schistosoma haematobium
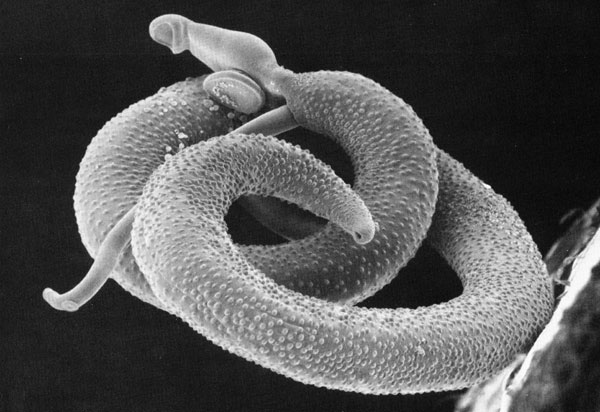
Coppia di Schistosoma mansoni al microscopio elettronico a scansione
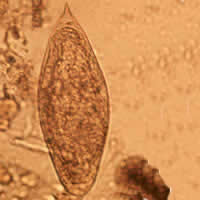
Micrografia ottica di un uovo di Schistosoma intercalatum
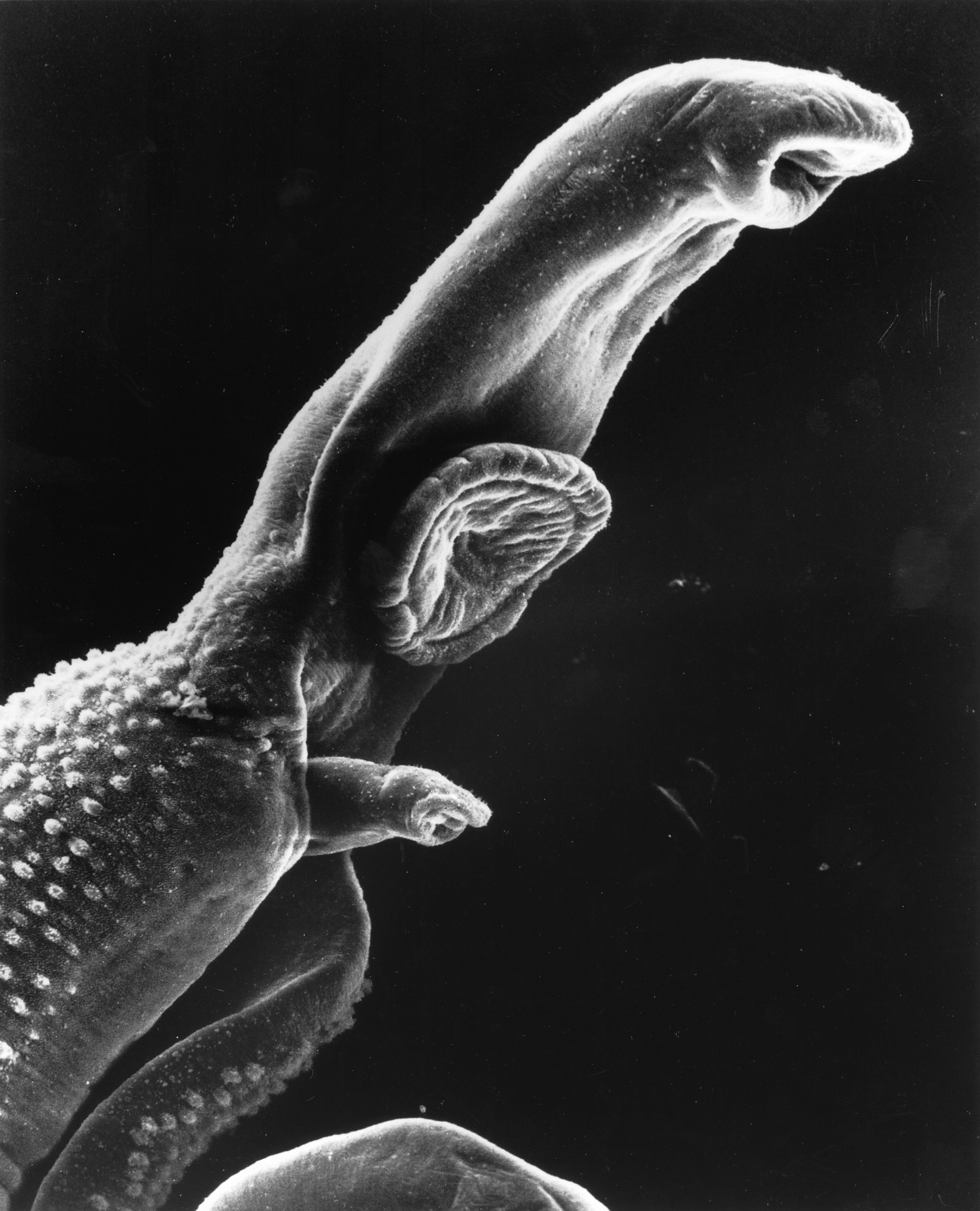
Cercaria al microscopio elettronico a scansione